# Merops boehmi
Il gruccione di Böhm (Merops bohmi Reichenow, 1882) è un uccello appartenente alla famiglia Meropidae, diffuso nella Repubblica Democratica del Congo, Malawi, Mozambico, Tanzania e Zambia.
Il nome di questo uccello commemora lo zoologo tedesco Richard Böhm.